# The Way of a Man with a Maid (film)
The Way of a Man with a Maid er en amerikansk stumfilm fra 1918 af Donald Crisp.

## Medvirkende
- Bryant Washburn - Arthur McArney
- Wanda Hawley - Elsa Owenson
- Fred Goodwins - Bick Olsen
- Clarence Geldart - Hallet
- Jay Dwiggins - Sankey
- Bessie Eyton - Gladys
- William Elmer - Bill
- James Neill